# Elisabeth av Hessen (1539–1582)
Elisabeth av Hessen, född 13 februari 1539 i Kassel, död 15 mars 1582 i Heidelberg, var kurfurstinna av Pfalz. Hon var dotter till Filip den ädelmodige av Hessen och Kristina av Sachsen. Gift 8 juli 1560 i Marburg med kurfurst Ludvig VI av Pfalz-Simmern. 
Elisabeth av Hessen var övertygad lutheran, och övertalade maken att gynna lutherdomen i Pfalz. Den ständigt sjuke Ludvig utsåg i sitt testamente hertig Ludvig av Württemberg, markgreve Georg Friedrich av Ansbach och Elisabeth av Hessen till regenter i ett eventuellt förmyndarråd för sin son, om han skulle avlida innan denne var myndig. Detta bestreds av Johann Kasimir av Simmern, som ogillade hennes lutherska politik. Elisabeth försökte förgäves förhindra detta i Rikskammarrätten. Hon avled dock före maken.

## Barn
- Maria av Pfalz-Simmern, hertiginna av Sverige, född 1561, död 1589, gift med hertig Karl, sedermera Karl IX, av Sverige.
- Fredrik IV av Pfalz-Simmern, född 1574, död 1610